# NGC 349
NGC 349 je galaksija u zviježđu Kit.

## Vanjske poveznice
- SEDS: NGC 349